# Поймать Готти
«Поймать Готти» — телевизионная драма 1994 года режиссёра Роджера Янга. Сценарий фильма написан Джеймсом М. Хенерсоном.

## Сюжет
Джон Готти (Энтони Денисон) — гангстер, работающий на семью дона Карло Гамбино, управляющей крупной частью Нью-Йорка. После долгих лет работы на клан Гамбино, Готти становится важной «шишкой».
В то же время, в должность помощника окружного прокурора штата вступает Дайан Джакалоне (Лоррейн Бракко), поклявшаяся бороться с преступностью. Пришёл день, когда Готти, вместе со всей его «семьёй», оказывается на скамье подсудимых. Именно тогда в дело вступает Дайан Джакалоне.

## В ролях
| Актёр             | Роль              |
| ----------------- | ----------------- |
| Энтони Денисон    | Джон Готти        |
| Лоррейн Бракко    | Дайан Джакалоне   |
| Кэтлин Лэски      | Кэсси             |
| Аугуст Шелленберг | Уилли Бой Джонсон |
| Кеннет Уэлш       | Беннетт           |
| Джереми Рэчфорд   | Харви Сандерс     |